# Галицький муніципальний камерний оркестр
Галицький муніципальний камерний оркестр — мистецький колектив у м. Тернопіль.
У колективі — 15 музикантів.

## Відомості
Заснований 1991 року з ініціативи Василя Феленчака (до 2022 — художній керівник і дириґент) на основі камерного оркестру музично-педагогічного факультету Тернопільського педагогічного інституту (нині факультет мистецтв Тернопільського національного педагогічного університету імені Володимира Гнатюка).
Від 2003 — муніципальний.
У репертуарі — понад 200 творів українських і зарубіжної класики та сучасних композиторів, більше 10 концертних програм. Оркестр — учасник творчих вечорів Ліни Костенко, Ніни Матвієнко, Мирослава Скорика та інших. Співпрацював з Р. Бабичем, М. Байко та іншими.
Гастролі у Франції (1994), Німеччині, Югославії, Польщі (2004, 2006), Угорщині.
У 2005 — учасник прощі у Польщі, присвячена пам'яті Папи Римському Івана Павла ІІ та Подячної Божественної Літурґії українців полякам за підтримку під час Помаранчевої революції.

## Керівники
- Василь Феленчак (до 2022),
- Андрій Аркуша (від 2022)[1][2].

## Відзнаки
- лауреат 1-го всеукраїнського фестивалю-конкурсу молодіжного академічного мистецтва «Синкопа... Слово... Па-Де-Де...» (2009, м. Київ),
- гранпрі міжнародного фестивалю «Закарпатський едельвейс» (2009, м. Ужгород),